# Wreckfest
Wreckfest, ранее известная также под названиями Next Car Game и Next Car Game: Wreckfest — гоночная игра в стиле гонки на выживание, разработанная студией Bugbear Entertainment и изданная компанией THQ Nordic. Wreckfest является духовным наследником серии FlatOut.
Игра сосредотачивается на гоночных соревнованиях в стиле «Demolition derby». Транспортные средства имеют проработанную физическую модель поведения на дороге, а также полноценные повреждения при столкновениях, которые сказываются как на внешнем виде, так и на технических характеристиках. За прохождение заездов начисляются деньги и очки опыта, а также открываются новые машины и запчасти. Игроку предоставляются несколько режимов, таких как «Карьера», «Собственное событие» и «Мультиплеер».
Разработка Wreckfest началась в 2012 году, когда она ещё имела кодовое название Next Car Game. Разработчикам из-за отсутствия издателя пришлось изначально выпустить игру в раннем доступе в 2014 году, со временем совершенствуя её возможности, но вскоре нашёлся издатель, который внёс вклад в ускорение процесса создания Wreckfest для актуальных платформ. Пресса оставила в целом положительные отзывы об игре, похвалив игровой процесс и физическую модель, но отнеся к недостаткам музыку и технические недочёты.
В августе 2024 года состоялся анонс продолжения под названием Wreckfest 2.

## Игровой процесс

Скриншот из игры. Wreckfest является духовным наследником серии FlatOut и имеет проработанную физику разрушений

Wreckfest представляет собой игру в жанре гонки на выживание, выполненную в трёхмерной графике. Игроку предоставляется большое количество различных заездов — от классических гоночных соревнований до «Demolition derby». Заезды проходят на различных трассах, каждая из которых является кольцевой и имеет уникальное строение, дорожное покрытие и так далее. Соревнования «Demolition derby», в отличие от гонок, проходят на специальных аренах. Транспортные средства различаются техническими характеристиками (например, ускорением, приводом и прочностью) и имеют возможности тюнинга и стайлинга; каждая машина, помимо прочего, имеет определённый класс, который чем выше, тем лучше характеристики, и наоборот. Транспортные средства повреждаются при столкновениях, что сказывается на их внешнем виде и характеристиках; при сильных повреждениях своей машины, когда её двигатель и/или подвеска выходят из строя, участник выбывает из заезда (считается, что он не финишировал). Участвуя в соревнованиях, игрок получает очки опыта: чем лучше результаты заезда (например, занятое место и количество ударов по машинам соперников), тем больше даётся очков. По достижении определённого количества очков опыта игроку присваивается более высокий уровень, что открывает доступ к новым транспортным средствам, запчастям и другим наградам. Кроме очков опыта, за прохождение заездов игрок награждается денежным призом, размер которого зависит от результатов заезда и уровня сложности. Заработанные деньги игрок может потратить на покупку новых машин и улучшений для них.
Основным режимом, служащим для прохождения игры, является «Карьера». Этот режим содержит пять чемпионатов — от простых до более сложных. В каждом чемпионате имеются различные испытания, причём изначально доступны лишь несколько из них, в то время как остальные становятся доступными только после набора определённого количества очков: чем лучше занятое в испытании место, тем больше очков будет получено. Некоторые испытания включают в себя только один заезд, в то время как другие состоят из серии нескольких заездов. За успешное прохождение некоторых испытаний в награду даётся новая машина. Заезды испытаний содержат дополнительные, необязательные для прохождения, задания, например нанесение определённого количества повреждений и занимание лидирующей позиции в течение круга. Кроме того, для каждого испытания установлены требования к классу, стране производителя, типу привода и другим параметрам транспортных средств. При достижении определённого количества очков чемпионат считается пройденным, что открывает доступ к следующему чемпионату. Помимо «Карьеры» в игре имеются два дополнительных режима — «Собственное событие» и «Мультиплеер». В первом игрок может сам выбрать трассу/арену, машину и настроить условия заезда (например, количество соперников и кругов), в то время как «Мультиплеер» представляет собой многопользовательский онлайн-режим до 24 игроков. В игре также действует система трофеев и достижений.

## Разработка и выход игры
| Системные требования    | Системные требования                      | Системные требования                      |
| ----------------------- | ----------------------------------------- | ----------------------------------------- |
|                         | Минимальные                               | Рекомендуемые                             |
| Windows                 |                                           |                                           |
| ОС                      | Vista                                     | 7/8/10                                    |
| ЦПУ                     | Core 2 Duo (2,7 ГГц) или AMD-эквивалент   | Core i5 (3,0 ГГц) или AMD-эквивалент      |
| Объём ОЗУ               | 4 Гб                                      | 8 Гб                                      |
| Место на диске          | 15 Гб                                     | 15 Гб                                     |
| Информационный носитель | цифровая дистрибуция                      | цифровая дистрибуция                      |
| Видеокарта              | NVIDIA GeForce GTX 460/AMD Radeon HD 6850 | NVIDIA GeForce GTX 970/AMD Radeon R9 380X |
| Звуковая плата          | DirectX-совместимая аудиокарта            | DirectX-совместимая аудиокарта            |

Wreckfest представляется разработчиками как духовная наследница серии FlatOut. Это смесь таких игр, как FlatOut, Destruction Derby и культовой игры 1989 года Street Rod. Примечательной особенностью игрового движка является мягкое моделирование повреждений кузова автомобиля.
Разработка Next Car Game (буквально — «Следующая автомобильная игра») началась в 2012 году. 27 августа 2013 года о разработке было объявлено Bugbear Entertainment в своём блоге. В пресс-релизе, опубликованном на сайте Eurogamer, Next Car Game была официально анонсирована для PC. Также было отмечено, что если будет позволять финансирование, игра появится и на других платформах, в том числе и на Mac. Из-за отсутствия издателя Bugbear Entertainment 1 ноября 2013 года запустила краудфандинг-кампанию на сайте Kickstarter с целью собрать как минимум $350,000, чтобы закончить разработку игры. Кампания была отменена 22 ноября после того, как стало очевидным, что игра не соберёт заявленную сумму — на тот момент было собрано $81,722.
Тем не менее после неудачи на Kickstarter разработка игры не была остановлена. Разработчики предложили всем желающим оформить предзаказ игры. Позже все сделавшие предзаказ получили доступ к технической демоверсии. Демоверсия вызвала положительный отклик у игроков, количество желающих сделать предзаказ увеличилось. Через некоторое время стала доступна вторая версия технической демоверсии. Незадолго до Рождества 2013 года была выпущена предварительная версия игры. В ней были доступны два автомобиля и три трека, два из которых были традиционными гоночными, а третий был дерби-ареной. Этот релиз был успешным и получил позитивные отклики у игроков. К концу рождественской недели игра заработала больше, чем $350,000 нужных первоначально. Чуть позже, 15 января 2014 года, эта предварительная версия игры была выпущена в сервисе Steam и до 29 января предлагалась по специальной сниженной цене (таким образом, Next Car Game была выпущена в раннем доступе). Игра обрела огромный успех на сервисе и заработала более $1 млн в течение только одной недели.
3 октября 2014 года Bugbear Entertainment сделала в блоге игры объявление о том, что Next Car Game получает официальное название Wreckfest. Так же было объявлено, что в игру добавлен мультиплеер до 18 игроков и deathmatch-режим игры, новая трасса и новый автомобиль. Разработчики также отметили, что ориентируются на 24 игрока в мультиплеере в финальной версии игры, но потребуется время на оптимизацию сетевого кода. В конце лета 2016 года разработчики официально объявили, что игра появится на консолях Xbox One и PlayStation 4.
После череды переносов релиз PC-версии игры состоялся 14 июня 2018 года, в то время как на Xbox One и PlayStation 4 Wreckfest, тоже после ряда переносов, вышла 27 августа 2019 года. Игра доступна в двух изданиях: стандартном и Deluxe. В состав Deluxe-издания помимо самой игры входит сезонный абонемент на 8 впоследствии выпущенных загружаемых дополнений, включающих новые транспортные средства и детали тюнинга. Кроме того, игроки, сделавшие предварительный заказ Deluxe-издания, получили ранний доступ к игре 26 августа и эксклюзивный автомобиль. В 2020 году был выпущен новый сезонный абонемент на новые загружаемые обновления (которые вошли в издание Complete), а 1 июня 2021 года Wreckfest вышла на PlayStation 5 и Xbox Series X/S: в этих версиях была улучшена графика и управление в соответствии с возможностями консолей нового поколения, а владельцы версий игры для PlayStation 4 и Xbox One могут перейти на версию для PlayStation 5 и Xbox Series X/S за небольшую доплату.

## Оценки и мнения
| Сводный рейтинг       | Сводный рейтинг                                                   |
| Агрегатор             | Оценка                                                            |
| --------------------- | ----------------------------------------------------------------- |
| GameRankings          | - 84,90 % (PC) - 81,45 % (PS4) - 82,50 % (XONE)                   |
| Metacritic            | 83/100 (XONE) 82/100 (PS4) 81/100 (PC) 72/100 (XSXS) 79/100 (PS5) |
| Иноязычные издания    |                                                                   |
| Издание               | Оценка                                                            |
| Eurogamer             | Recommended                                                       |
| Game Informer         | 8,5/10                                                            |
| GameSpot              | 9/10                                                              |
| IGN                   | 9/10                                                              |
| OPM                   | 7/10                                                              |
| PC Gamer (US)         | 75/100                                                            |
| XboxAddict            | 85 %                                                              |
| Русскоязычные издания |                                                                   |
| Издание               | Оценка                                                            |
| 3DNews                | 6,5/10                                                            |
| PlayGround.ru         | 7/10                                                              |
| StopGame.ru           | похвально                                                         |
| «Игромания»           | 7/10                                                              |

Wreckfest получила положительные отзывы от рецензентов. Среди достоинств игры были отмечены динамичный и весёлый игровой процесс, отличная физическая модель, качественная графика и звук, но критике подверглись саундтрек и долгие загрузки. На сайте Metacritic средняя оценка составляет 83/100 для версии для Xbox One, 82/100 — для PlayStation 4 и 81/100 — для ПК. Схожая статистика опубликована на GameRankings: 84,90 % — для ПК, 82,50 % — для Xbox One и 81,45 % — для PlayStation 4. Wreckfest неоднократно была номинирована на звание лучшей гоночной игры 2018 года.